# Simon Dethier
Simon Dethier (Malmedy, 29 maart 1988) is een Belgisch politicus voor Les Engagés.

## Biografie
Dethier studeerde in 2011 af als bachelor in de politieke wetenschappen aan de Universiteit Luik en ging in datzelfde jaar op Erasmus-uitwisseling naar de Pontificale Katholieke Universiteit van Goiás in de Braziliaanse stad Goiânia. In 2013 voltooide hij een master in de politieke wetenschappen aan de Universiteit Luik. In 2022-2023 volgde hij nog een interuniversitair certificaat in public management. 
Van 2013 tot 2014 werkte Simon Dethier als medewerker voor de partij cdH, verbonden aan de dienst opleiding van lokale mandatarissen en burgerschap van de Vereniging van Lokale Mandatarissen en Voorzitters. Hij was nadien van 2014 tot 2015 parlementair medewerker van Marie-Martine Schyns, cdH-fractieleider in het Parlement van de Franse Gemeenschap, en van 2015 tot 2016 attaché bij het CRAC, het Waalse gewestelijk centrum voor bijstand aan gemeenten, waar hij instond voor het opvolgen en controleren van het budgettair en financieel beheer van steden en gemeenten die onder financieel toezicht waren geplaatst. 
Vervolgens was Dethier van 2016 tot 2018 kabinetschef van Benoît Pitance, schepen van Stedenbouw, Ruimtelijke Ordening, Financiën en Begroting in de stad Verviers, en van 2018 tot 2019 politiek adviseur op het kabinet van Marie-Martine Schyns, die toen minister van Onderwijs was in de Franse Gemeenschapsregering. Van 2019 tot 2020 werkte Dethier opnieuw bij het CRAC, als projectbeheerder binnen de directie-generaal, en van 2020 tot 2024 was hij site manager op de dienst Bedrijfsvestiging en Diensten van het SPI, het agentschap voor economische ontwikkeling van de provincie Luik. Ten slotte was Dethier van 2024 tot 2025 adviseur voor personeelsbeheer, financiën en begroting en secretaris op het kabinet van Elisabeth Degryse, minister-president van de Franse Gemeenschap.
In oktober 2012 werd Dethier voor het toenmalige cdH, sinds 2022 Les Engagés genaamd, voor het eerst verkozen tot gemeenteraadslid van Malmedy. Sinds december 2018 is hij schepen van de stad, bevoegd voor Financiën, Burgerlijke Stand, Gehandicaptenbeleid, Informatica en Communicatie. Tot 2024 was hij tevens schepen voor Landelijke Ontwikkeling en Leefmilieu.
Bij de federale verkiezingen van juni 2024 stond Simon Dethier voor Les Engagés op de tweede opvolgersplaats in de kieskring Luik. Sinds februari 2025 zetelt hij effectief in de Kamer van volksvertegenwoordigers ter opvolging van federaal minister Vanessa Matz.